# جاسپر جونز (فیلم)
جاسپر جونز (به انگلیسی: Josper Jones) یک فیلم درام، معمایی و مهیج استرالیایی به کارگردانی راشل پرکینز محصول سال ۲۰۱۷ است. این فیلم بر اساس رمانی به همین نام، نوشته کریگ سیلوی ساخته شده‌است. این فیلم با تحسین منتقدان همراه بود.

## خلاصه داستان
جاسپر جونز که به خاطر نژاد دورگه‌اش از سوی مردم شهر طرد شده، یک شب جسد دختر جوانی را به چارلی چهارده ساله نشان می‌دهد و چارلی سعی می‌کند پرده از راز این قتل برداشته و بی‌گناهی دوستش را به اثبات برساند

## بازیگران
- لوی میلر به عنوان چارلی باکتین
- هارون ال. مک گرس به عنوان جاسپر جونز
- انگوری رایس به عنوان الیزا ویشارت
- تونی کلت به عنوان آموزش باکتین
- هوگو ویوینگ به عنوان مد جک لیونل
- دنیل وایلی به عنوان وس باکتین
- مت نیبل به عنوان گروهبان